# والابی خرگوشی روفوس
والابی خرگوشی روفوس (نام علمی: Lagorchestes hirsutus) کیسه‌داری از تیره درازپایان، سردهٔ والابی‌های خرگوشی است که در غرب استرالیا یافت می‌شود. در سیاهه قرمز IUCN، این جانور در وضعیت آسیب‌پذیر طبقه‌بندی شده است.